# Der Mächtige Strom
Der Mächtige Strom ist der Titel eines 2009 erschienenen Buches von Chi Pang-yuan. Es trägt den Untertitel Eine Lebensgeschichte von der Mandschurei bis nach Taiwan. Aus dem Chinesischen übersetzt von Hui-wen von Groeling-Che und Yue-Che Wang.
In dem autobiographischen Buch „Der Mächtige Strom“ (Jùliú hé巨流河) thematisiert Chi Pang-yuan geschichtliche Abläufe, die unmittelbar mit ihrem Leben, ihr nahestehenden Personen und literarischen Texten in Verbindung gebracht werden. So beschreibt sie beispielsweise den geradlinigen Vater Qi Shiying (齊世英), der in den 1920er Jahren in der Mandschurei gegen den dortigen Warlord Zhang Zuolin opponierte bzw. 1960 auf Taiwan in kritischer Haltung zu Chiang Kai-shek im Umfeld des Publizisten Lei Chen (雷震) eine Zhongguo Minzhudang (中國民主黨, Demokratische Partei Chinas) mitbegründete. Das Werk erschien 2021 auch in deutscher Sprache, nachdem es in Ostasien ein Bestseller wurde und auch in den USA Bekanntheit erwarb.